# Roșu (okręg Jassy)
Roșu – wieś w Rumunii, w okręgu Jassy, w gminie Răducăneni. W 2011 roku liczyła 584 mieszkańców.